# Treballador de coll blanc
Un treballador de coll blanc és una persona que realitza treballs professionals, directius o administratius.

Feina d'oficina

El treball en coll blanc es pot realitzar en una oficina o en un altre entorn administratiu. El coll blanc inclou la gestió empresarial, atenció al client, investigació de mercats, finances, enginyeria, investigació operativa, màrqueting, tecnologia de la informació, treball en xarxa, advocats, professionals mèdics, relacions públiques, professionals del talent, arquitectes, disseny gràfic, corredors de borsa, comptabilitat, auditor, actuari, professionals de la duana, recerca i desenvolupament i contractació. Altres tipus de treballs són els d'un treballador de coll blau, la feina del qual requereix treballador manual i un treballador de coll rosa, el treball de la qual està relacionat amb la interacció amb el client, entreteniment, vendes o qualsevol altre treball orientat al servei.
Moltes ocupacions combinen categoritzacions blaves, blanques i rosades (de serveis) de la indústria.

## Etimologia
El terme es refereix a les camises de vestir de color blanc dels treballadors d'oficines, que són habituals durant la major part dels segles xix i xx als països occidentals, a diferència dels vestits blaus portats per molts treballadors manuals.
El terme "coll blanc" se li atribueix a Upton Sinclair, un escriptor nord-americà, en relació amb els treballadors clergues, administratius i de gestió contemporanis durant els anys 30, encara que les referències al treball de coll blanc apareixen cap el 1935. Es considera que els empleats de coll blanc són altament educats en comparació amb el collar blau.

## Demografia
El que antigament era una minoria a les societats agràries i industrials primerenques, actualment els treballadors de coll blanc s'han convertit en una majoria als països industrialitzats a causa de la modernització i la subcontractació de llocs de treball de fabricació.

## Efectes de la salut
Es creu que la menor activitat física entre els treballadors de coll blanc és un factor clau per l'increment de les condicions de vida relacionades amb l'estil de vida, com ara la fatiga, l'obesitat, la diabetis, la hipertensió, el càncer i les malalties del cor. Les intervencions en el lloc de treball, com ara activitats alternatives a les estacions de treball, taules per treballar dempeus, promoció de l'ús d'escales, es troben entre les mesures que s'implementen per contrarestar els danys dels entorns de treball sedentaris.